# Richard Flanagan

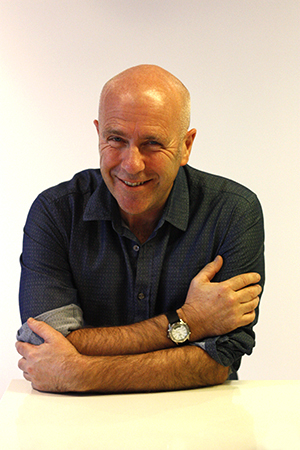
Richard Flanagan (2013)

Richard Miller Flanagan (* 1961 in Longford, Tasmanien) ist ein australischer Schriftsteller.

## Leben
Richard Flanagan ist das fünfte von sechs Kindern einer irisch-katholischen Familie, die sich 1849 in Tasmanien ansiedelte. Sein Vater war Lehrer und wurde im Zweiten Weltkrieg in japanischer Kriegsgefangenschaft beim Bau der Thai-Burma-Todeseisenbahn eingesetzt. Flanagan wuchs im Dorf Rosebery auf. Er wurde an staatlichen Schulen ausgebildet, bis er mit 16 Jahren die Schule verließ und im australischen Busch arbeitete. Flanagan nahm seine Ausbildung jedoch wieder auf, ging als Rhodes-Stipendiat an das Worcester College an der Universität von Oxford und schloss hier 1991 sein Geschichtsstudium ab.
Flanagan ist verheiratet, hat drei Kinder und lebt derzeit in Hobart, Tasmanien.
Er hat bislang sechs Romane veröffentlicht. Das Buch Gould’s Book of Fish gewann 2002 den Commonwealth Writers’ Prize. 2014 erhielt er für The Narrow Road to the Deep North, an dem er zwölf Jahre gearbeitet hatte, den Man Booker Prize. Für Question 7 wurde er 2024 mit dem Baillie Gifford Prize ausgezeichnet.

## Werke

### Romane
- Death of a River Guide, 1994
  - Tod auf dem Fluss, Berlin Verlag, Berlin 2004, ISBN 3-8270-0478-0
- The Sound of One Hand Clapping, 1997
  - Am Anfang der Erinnerung, 1998
- Gould’s Book of Fish, 2001
  - Goulds Buch der Fische, Berlin Verlag, Berlin 2002, ISBN 3-8270-0477-2
- The Unknown Terrorist, 2006
- Wanting, 2008
  - Mathinna, Atrium Verlag, Zürich 2009, ISBN 978-3-85535-135-0
- The Narrow Road to the Deep North, 2013
  - Der schmale Pfad durchs Hinterland, Piper Verlag, München 2015, ISBN 978-3-492-05708-0 (übersetzt von Eva Bonné)[3]
- First Person. Chatto & Windus, 2017
- The Living Sea of Waking Dreams, 2020

### Sachbücher
- A Terrible Beauty: History of the Gordon River Country (1985)
- The Rest of the World is Watching (1990), als Mitherausgeber
- Codename Iago: The Story of John Friedrich (1991), als Mitautor
- "Parish-Fed Bastards": A History of the Politics of the Unemployed in Britain, 1884–1939 (1991)
- And What Do You Do, Mr Gable? (2011)
- Notes on an Exodus (2015)
- Seize the Fire: Three Speeches (2018)
- Toxic: The Rotting Underbelly of the Tasmania Salmon Industry (2021)
- Question 7 (2023)

### Filme
Flanagan schrieb das Drehbuch und führte Regie bei The Sound of one Hand Clapping, basierend auf seinem gleichnamigen Roman. Der Film wurde 1998 auf der Berlinale uraufgeführt und für den Goldenen Bären als Bester Film nominiert.

### Auszeichnungen und Preise
- First Fiction Award: Death of a River Guide
- Australian Booksellers Book of the Year Award: The Sound of One Hand Clapping
- Vance Palmer Prize for Fiction: The Sound of One Hand Clapping
- 1996 National Fiction Award: Death of a River Guide
- 2002 Commonwealth Writers’ Prize: Gould’s Book of Fish
- 2014 Man Booker Prize
- 2024 Baillie Gifford Prize